# Шорвуд-Тауер Хилс-Харберт (Мичиген)
Шорвуд-Тауер Хилс-Харберт (енгл. Shorewood-Tower Hills-Harbert) место је у америчкој савезној држави Мичиген. По попису становништва из 2010. у њему је живело 1.344 становника.

## Демографија
Према попису становништва из 2010. у граду је живело 1.344 становника, што је 275 (17,0%) становника мање него 2000. године.
| Група             | 2000.         | 2010.         |
| Белци             | 1.560 (96,4%) | 1.277 (95,0%) |
| Афроамериканци    | 14 (0,9%)     | 17 (1,3%)     |
| Азијати           | 4 (0,2%)      | 18 (1,3%)     |
| Хиспаноамериканци | 20 (1,2%)     | 25 (1,9%)     |
| Укупно            | 1.619         | 1.344         |